# Большая Киселенка
Большая Киселенка — деревня в Торжокском районе Тверской области. Относится к Будовскому сельскому поселению.
Находится в 9 км к северу от Торжка на автодороге «Москва — Санкт-Петербург» М10 (E 105), 242 км от Москвы.

## Инфраструктура
Дома расположены по обе стороны федеральной трассы, переход между сторонами затруднён.
На южной окраине деревни располагается большой придорожный сервисный комплекс: стоянка, автосервис, кафе, душ, аптека, магазин.
В стороне от шоссе построен ряд новых домов, возникла новая улица деревни (ул. Зелёная).

## История
В Списке населенных мест Тверской губернии 1859 года в Новоторжском уезде значится казённая деревня Большая Киселенка (Лихини) на С-Петербурго-Московском шоссе, имеет 34 двора, 213 жителей. Во второй половине XIX — начале XX века деревня относилась к Прутненскому приходу Василевской волости Новоторжского уезда. В 1884 году — 32 дворов, 194 жителя.
В 1940 году деревня в составе Малокиселенского сельсовета Новоторжского района Калининской области.
В послевоенное время жители трудились в колхозе «Родина».

## Население
В 1997 году — 45 хозяйств, 110 жителей.
Население по переписи 2002 года — 107 человек, 55 мужчин, 52 женщины.
| 2010 |
| ---- |
| 124  |